# Віктор Капезіус
Віктор Капезіус (нім. Victor Capesius; 7 лютого 1907, Ройссмаркт, Зібенбюрген, Австро-Угорщина — 20 березня 1985, Геппінген, ФРН) — німецький фармацевт румунського походження, штурмбаннфюрер СС, аптекар концтаборів Дахау та Аушвіца. Брав участь у воєнних злочинах у концтаборі Освенцім і в 1965 році на першому франкфуртському процесі був засуджений до 9 років ув'язнення у в'язниці суворого режиму.

## Біографія
Віктор Капезіус народився 7 лютого (за іншими даними, 2 липня ) 1907 року в родині лікаря та аптекаря. Відвідував німецьку гімназію в Германштадті і після того, як у 1924 році склав іспити на атестат зрілості, почав вивчати фармацевтику в Клузькому університеті, успішно завершивши навчання у Віденському університеті . У 1931 році в званні гауптмана проходив річну службу в румунській армії і в 1933 році отримав докторський ступінь з фармацевтики .
З 1934 року був торговим представником Bayer AG у Леверкузені. Після початку Другої світової війни у 1940 році був призваний до румунської армії та керував аптекою госпіталю в армійському гарнізоні. Як фольксдойче в 1943 році Капезіус був призваний до вермахту і незабаром був переведений до військ Ваффен-СС. З 14 вересня по 14 жовтня 1943 року проходив навчання у центральному санітарному таборі СС у Варшаві. 15 жовтня був переведений до концтабору Дахау, де до 9 лютого 1944 року очолював табірну аптеку. 12 лютого був переведений до концтабору Освенцім, де змінив Адольфа Кремера на посаді керівника табірної аптеки до евакуації табору в січні 1945 року. Він тісно працював з Йозефом Менгеле, який проводив псевдомедичні експерименти над людьми. Капезіус особисто брав участь у селекціях ув'язнених з метою їхнього відправлення в газову камеру . 9 листопада 1944 року йому було присвоєно звання штурмбанфюрера СС.
Капезіус збагатився рахунок особистих коштовностей і вибитих зубів своїх жертв. Отримане під час цього процесу золото він використав як стартовий капітал для своєї подальшої підприємницької кар'єри.
"На підставі численних показань свідків вдалося довести, що «невинний» аптекар збагачувався невимовно нахабним чином за рахунок убитих ув'язнених в Освенцимі, особливо за рахунок зубного золота, яке ув'язнені лікарі мали виривати з щелеп отруєних газом людей, які регулярно перевозилися «до Рейху». На кошти, отримані від продажу стоматологічного золота та інших цінностей, він облаштовував своє повоєнне існування. 18 січня 1945 року був переведений до концтабору Маутгаузен.

### Після війни
Після закінчення другої світової війни втік і потрапив до британського полону в Шлезвіг-Гольштейні, з якого був звільнений 23 травня 1946 року. В 1946 році почав вивчати електротехніку в Штутгартському університеті . Під час перебування в Мюнхені в липні 1946 року був впізнаний колишнім в'язнем Аушвіца Леоном Чекальськи, внаслідок чого був заарештований американською військовою поліцією і відправлений до табору для інтернованих у Дахау та зенітних казарм Людвігсбурга. 2 серпня 1947 року Капезіус був звільнений з табору для інтернованих, оскільки американська влада не змогла довести, що він скоїв якісь кримінальні злочини. 9 жовтня того ж року був класифікований палатою Штутгарта під час процедури денацифікації як «необтяжений законом».
До кінця вересня 1950 року працював клерком в аптеці Штутгарта. У жовтні 1950 року відкрив у Геппінгені аптеку та магазин косметики в Ройтлінгені  . До 1959 року жив у значному достатку. На початку грудня 1959 року був заарештований у Геппінгені і до 1965 року перебував у слідчому ізоляторі. 20 серпня 1965 року на 1-му Освенцимському процесі його було засуджено земельним судом Франкфурта-на-Майні за допомогу у вбивстві в чотирьох випадках не менше 2000 осіб до 9 років ув'язнення у в'язниці суворого режиму .
У січні 1968 року був звільнений. Того ж дня відвідав міський концерт і був зустрінутий там оплесками. 20 березня 1985 року помер у Геппінгені своєю смертю на 79-му році життя.